# Winterbach (Baden-Württemberg)
Winterbach è un comune tedesco di 7 901 abitanti, situato nel land del Baden-Württemberg.